# Sarangkot
Sarangkot (en népalais : सराङकोट) est un comité de développement villageois du Népal situé dans le district de Kaski. Au recensement de 2011, il comptait 8 354 habitants.
Le Népal, terre d’altitude et de spiritualité, regorge de trésors naturels et culturels qui séduisent les voyageurs du monde entier. Parmi ces joyaux se trouve Sarangkot, un petit village perché à 1600 mètres d’altitude, à seulement quelques kilomètres de Pokhara.
Ce lieu, devenu emblématique pour les amateurs de nature et d’aventure, offre une vue imprenable sur les chaînes de montagnes himalayennes, ainsi que sur la ville de Pokhara et son célèbre lac Phewa. Si vous cherchez un endroit alliant beauté naturelle, activités en plein air et authenticité culturelle, Sarangkot est une destination incontournable lors de votre séjour au Népal.